# Ginesa Ortega
Ginesa Ortega Cortés (Metz, Francia, 1967), conocida artísticamente como Ginesa Ortega, es una cantaora de flamenco española.
Aunque nació en Francia, esta cantaora catalana de origen gitano vivió desde los pocos meses de edad en Cornellá de Llobregat (Barcelona), canta con rajo y jondura y se entrega apasionadamente al flamenco desde los doce años de edad, formada artísticamente en Cataluña, en un cante clásico de base, tiene una gran versatilidad y se interesa también por los sonidos del jazz, se integra en sus inicios en el grupo de flamenco-fusión Iberia. 
Entre otros y posteriormente, ha colaborado con la Orquesta del Teatre Lliure, con la compañía teatral La Fura dels Baus o con Joan Manuel Serrat, a quien acompañó en la grabación de su tema Los macarras de la moral del disco Sombras de la China (1998), posteriormente Ginesa Ortega ha homenajeado a Serrat versionando Aquellas pequeñas cosas, incluida en su propio disco Por los espejos del agua (2002) y en catalán el tema Temps de pluja, incluida en el disco colectivo Per al meu amic Serrat (2007). 
En 1991 Ginesa Ortega graba con la Orquesta del Teatre Lliure dirigida por Josep Pons El amor brujo de Manuel de Falla, después su discografía flamenca personal es la siguiente:

## Discografía
- Este Verano (Lo Sabe Mi Mama) (Editado por Horus 1988).
- Siento (1997).
- Oscuriá (1999).
- Por los espejos del agua (Editado por Picap 2002).
- Flamenca (Editado por Picap 2006).
- El amor brujo (1991)